# Bonus Cappé
Un Bonus Cappé est un Produit de Bourse, appartenant à la catégorie des produits de rendement. Il permet à son détenteur de recevoir à échéance un montant Bonus fixe, connu à l’avance. Les Bonus Cappés sont des produits construits à l’aide d’options disposant d’une barrière et d’un cap (ou niveau Bonus).

## Quel est l'intérêt des Bonus Cappés?
Les Bonus Cappés sont des produits destinés aux investisseurs souhaitant se positionner sur une valeur pour laquelle ils n’anticipent ni une forte hausse ni une forte baisse. Il offre dans ce cas une alternative intéressante au placement direct sur le sous-jacent en offrant un rendement égal ou supérieur à celui-ci dans tous les cas sauf en cas de forte progression.

## Historique des Bonus Cappés
Les premiers Bonus Cappés ont vu le jour en Allemagne et en Italie en 2003. En France la première émission de Bonus Cappés a été faite en septembre 2005 par la banque BNP Paribas. En 2006 d’autres émetteurs tels que Commerzbank, Société Générale ont décidé d’émettre aussi des Bonus Cappés sur la Bourse de Paris. 
Aujourd’hui on en trouve dans la plupart des pays européens. En France, on compte aux alentours de 1000 Bonus Cappés listés en Bourse de Paris. De maturité 6 à 24 mois ils sont disponibles sur 50 valeurs (Actions et Indices).
Commerzbank est en 2012 l’émetteur le plus actif avec la gamme la plus large, suivi par BNP Paribas et Société Générale.

## Fonctionnement d’un Bonus
Si le cours du sous-jacent n’a pas touché la barrière durant la durée de vie du produit, le montant reçu à échéance sera le niveau Bonus. Si le cours du sous-jacent a touché la barrière, l’investisseur recevra à maturité le niveau du sous-jacent dans la limite du niveau Bonus.

## Exemple
Considérons un Bonus Cappé sur un actif valant 100 €, la barrière du Bonus est à 85 € et le niveau Bonus est de 110 €.
- Cas 1 : pendant la durée de vie du Bonus le cours du sous-jacent n’a pas touché la barrière, la valeur de remboursement sera donc égale à 110 €.
- Cas 2 : on constate que le cours du sous-jacent a touché la barrière avant l’échéance du produit. S’il cote 80 € à maturité, la valeur de remboursement sera égale à 80 €. S’il vaut 115 € à maturité, la valeur de remboursement sera plafonnée à 110 €.

## Comment évolue le prix des Bonus Cappés?
Le prix du Bonus Cappé est dépendant de trois facteurs :
- La distance entre le cours du sous-jacent et la barrière du produit. Plus le cours du sous-jacent sera proche de la barrière, plus le prix du produit sera faible. En revanche le prix du Bonus Cappé sera plus élevé si le cours du sous-jacent est éloigné de la barrière.
- La valeur temps : plus le temps passe, plus on se rapproche de la maturité et toutes choses étant égales par ailleurs, plus le produit se valorise. On dit ainsi que le produit gagne de la valeur temps.
- La volatilité : plus le sous-jacent est volatil, plus grande est la probabilité de toucher la barrière donc plus faible est le prix du produit. Lorsque la volatilité augmente, le prix du produit baisse et lorsque la volatilité baisse, le prix du produit augmente.

## Structuration des Bonus Cappés
Un Bonus Cappé se construit avec trois options de maturité égale à celle du produit. L’achat de :
- Un Call de prix d’exercice zéro

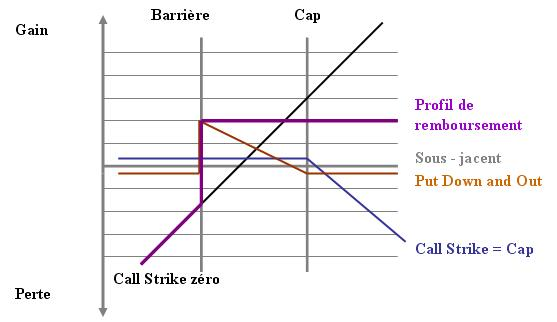
Profil de remboursement d'un Bonus Cappé

- Un Put Down & Out de prix d’exercice égal au niveau Bonus et de barrière similaire à celle du Bonus Cappé

La vente de:
- Un Call de prix d’exercice égal au niveau du Cap

## Quelle fiscalité en France pour les Bonus Cappés en 2012?
Les Bonus Cappés ne sont pas éligibles au PEA, leur fiscalité diffère selon que l’investisseur revende le produit avant échéance ou non :
- Si le produit est revendu avant échéance, le régime fiscal auquel l’investisseur est soumis est celui des actions, la plus-value de cession éventuelle est imposable à 34,5 % dès le premier euro (19 % de taxe et 15,5 % de prélèvements sociaux).
- Si l’investisseur attend l’échéance, le régime fiscal s’appliquant est celui des obligations, le gain net réalisé sera inclus dans le revenu du foyer et donc imposé au barème de l’impôt sur le revenu et aux prélèvements sociaux au taux de 15,5 %. Il est possible d’opter par option, auprès d’un intermédiaire financier, pour le prélèvement forfaitaire libératoire au taux de 34,5 %. En revanche, la perte nette subie est assimilable à une perte en capital qui ne pourra faire l’objet d’aucune imputation.